# 3e régiment de gardes d'honneur
Pour un article plus général, voir Gardes d'honneur français (1813-1814).
Le 3e régiment de gardes d'honneur est une unité de cavalerie légère créée en France en 1813 et ayant servi aux côtés de la Garde impériale sous le Premier Empire. Elle est dissoute lors de la Première Restauration en 1814. Ce régiment, comme les trois autres créés à la même époque, était organisé selon une répartition géographique : le 3e régiment était ainsi attribué à l’Ouest de la France. Son état-major était installé à Tours, ville où étaient regroupés les officiers et les effectifs provenant de cette région.

## Organisation
« L'histoire nous plonge en 1812, après les désastres de la campagne de Russie. Napoléon doit enrôler de nouvelles troupes pour affronter une nouvelle coalition. Parmi ces soldats levés en hâte, 10 000 cavaliers forment corps. Il s'agit de la Garde d'honneur. Ses effectifs devaient être constitués par les fils des familles les plus considérées des 130 départements de l'Empire. Les gardes d'honneur voient le feu pour la première fois en Saxe, en 1813. Ils chargent encore avec héroïsme durant la campagne de France, l'année suivante »

— Lt-Col. G. Housset, La garde d'honneur 1813-1814.

« Recrutés parmi les classes sociales dirigeantes, habillés et équipés à leurs frais et accompagnés de valets chargés des basses besognes comme l'entretien des écuries, ces hommes étaient promis à devenir officier après une année de service dans le rang. Bien que totalement impréparés au combat à leur intégration dans la Grande armée, les Gardes d'honneur gagnèrent en compétence et confiance en servant aux côtés de l'élite de la cavalerie de la Garde Impériale lors des campagnes de Saxe et de France, 1813-1814, et se distinguèrent lors des batailles de Hanau et de Reims »

— Ronald Pawly & Patrice Courcelle, Napoleon's Guards of Honour.

## Campagnes militaires

### Campagne d'Allemagne

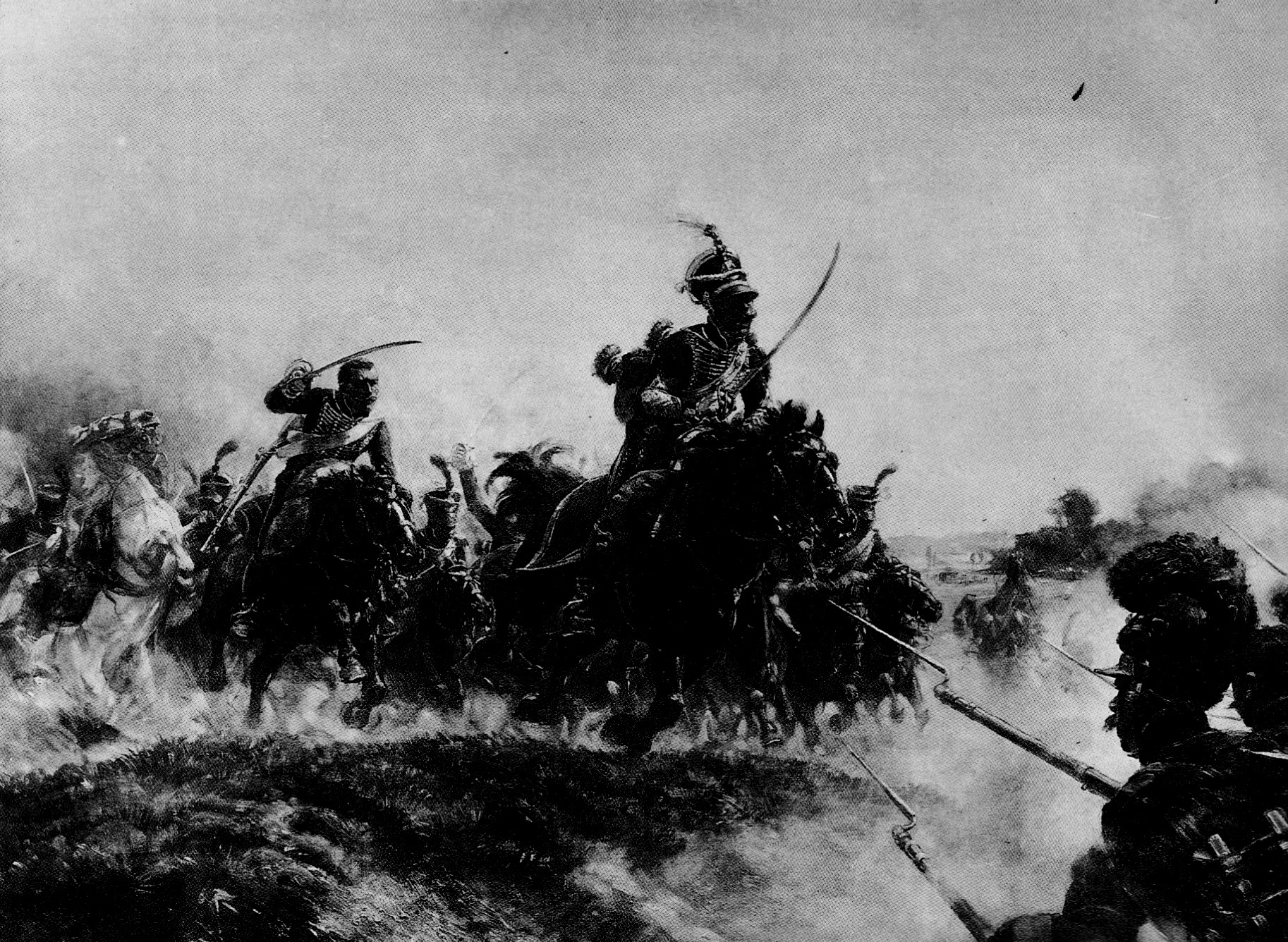
Les gardes d'honneur du 3e régiment à la bataille de Hanau, 30 octobre 1813. Peinture d'Henri Chartier.

Le 3e régiment de gardes d'honneur est levé à Tours, en 1813, sous le commandement du général Philippe de Ségur. Comme les autres régiments des gardes d'honneur, il participe à la campagne de Saxe en 1813.
Sans expérience, mais attaché à la cavalerie de la Garde commandé par le général Nansouty, le 3e régiment, sous les ordres du colonel André-Annibal de Saluces, s'illustre aux batailles de Lützen, de Leipzig et de Hanau.

### Campagne de France

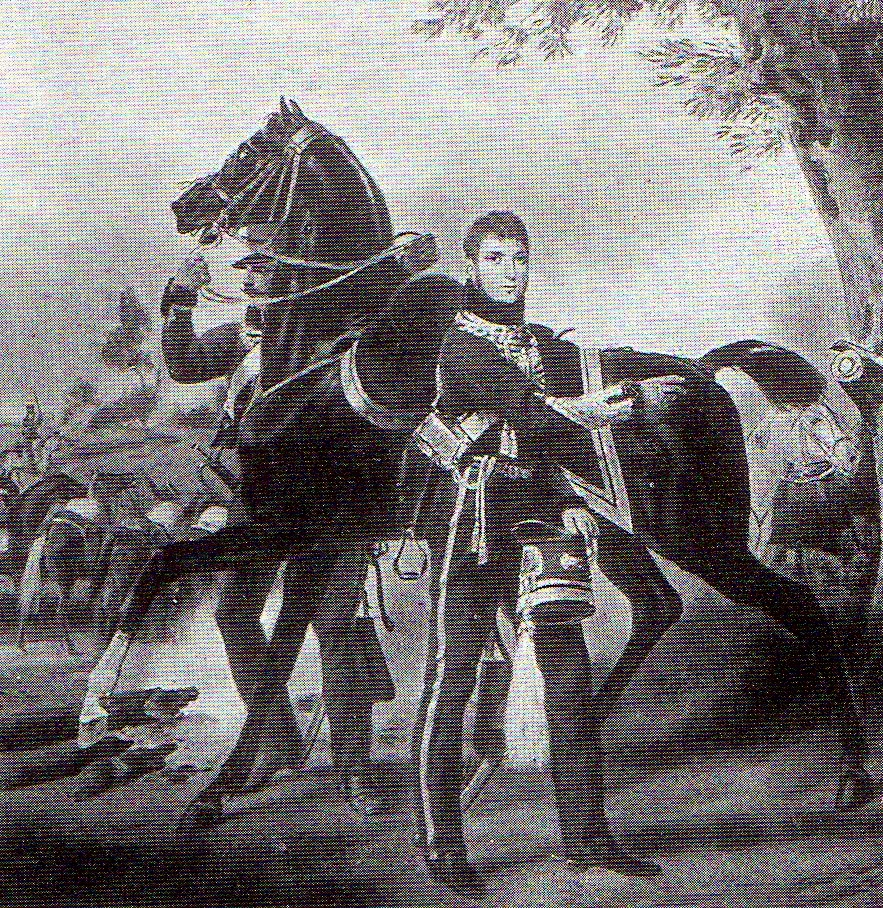
Le comte César de Belmont-Briançon, colonel-major du 3e régiment de gardes d'honneur. Portrait par Horace Vernet, extrait des Carnets de la Sabretache.

Le régiment se distingue encore lors de la campagne de France où, sous les ordres du général Defrance, il s'illustre aux batailles de Montmirail et de Château-Thierry en reprenant le village de Viffort. Lors de la bataille de Reims, le 13 mars 1814, le 3e régiment s'empare d'une batterie russe mais le colonel-major César de Vachon de Belmont-Briançon est tué.
Le 3e régiment, tout comme les trois autres régiments, est licencié le 14 juillet 1814. Lors des Cent-Jours, seuls 87 gardes d'honneur reprennent du service sur l'ensemble des quatre régiments.

## Personnalités ayant servi dans le régiment

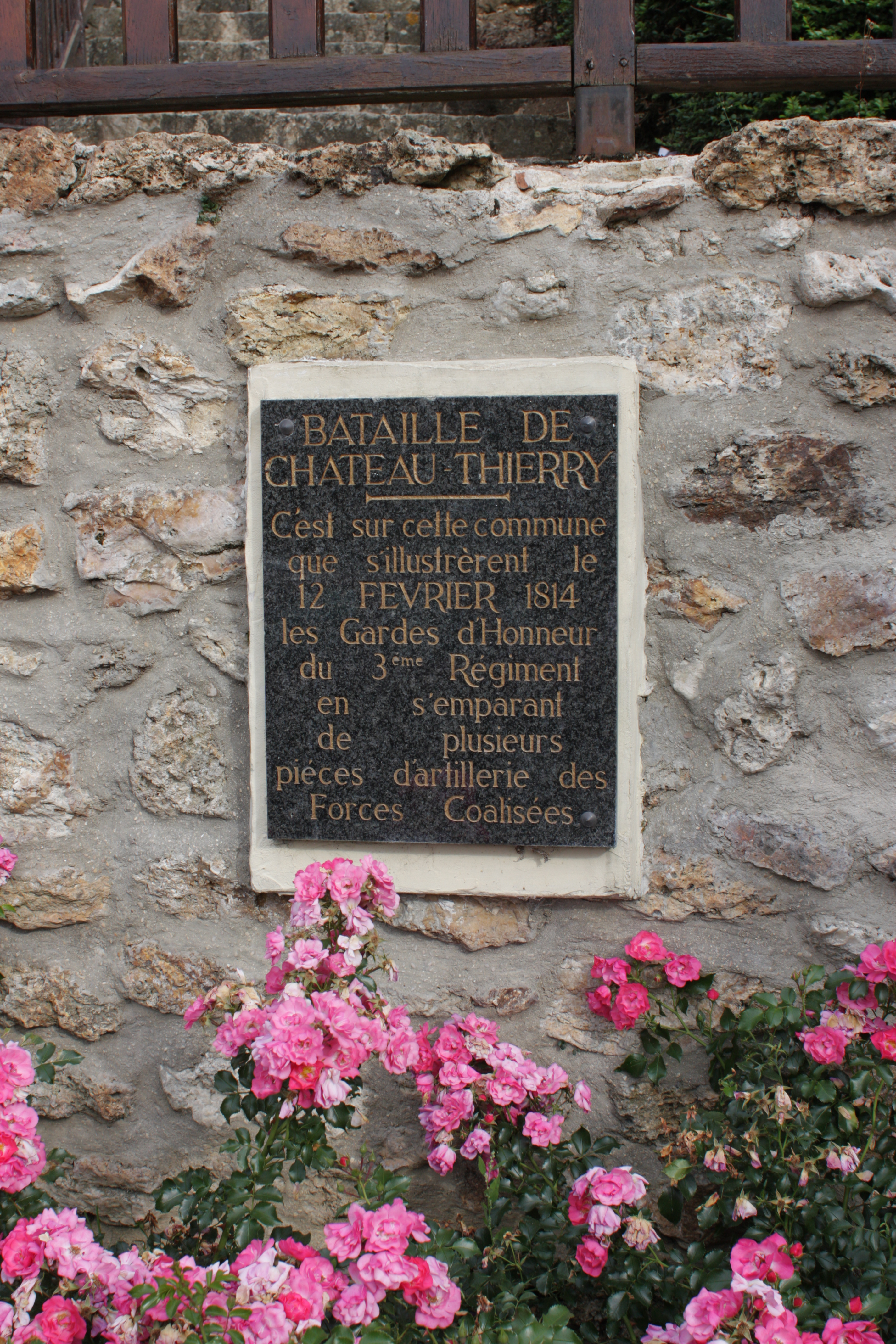
Viffort : plaque commémorant la participation du 3e régiment de gardes d'honneur à la bataille de Château-Thierry.

- César de Vachon de Belmont-Briançon
- Charles Louis de Chasseloup de La Motte
- Camille de Farcy de Pontfarcy[3]